# Donecka oblast
Donecka oblast (ukrajinsko Донецька область, rusko Донецкая область), pogovorno tudi Donečina (ukrajinsko Донеччина, latinizirano: Doneččyna), je oblast v vzhodni Ukrajini. Njeno upravno središče je Doneck, vendar je trenutno zaradi rusko-ukrajinske vojne njena vojaško-civilna administracija v Kramatorsku.
Na zahodu meji z Zaporoško in Dnipropetrovsko, na severu s Harkovsko in na vzhodu z Lugansko oblastjo, na jugovzhodu pa ima državno mejo z Rusijo. Z juga jo obliva Azovsko morje. Je enajsta največja ukrajinska oblast po površini (26 517 km², kar predstavlja 4,39 % ukrajinskega ozemlja), a prva po številu prebivalcev (4,1 milijona po podatkih iz leta 2021).

## Zgodovina
Na območju Donbasa je Vseruski centralni izvršni komite 2. julija 1932 ustanovil Donecko oblast iz delov Dnipropetrovske in Harkovske oblasti. Za sedež je bilo izbrano mesto Artemivsk (današnji Bahmut). Resolucijo je 16. julija odobril Centralni izvršni komite ZSSR s spremembo, da so za sedež oblasti določili mesto Stalino (današnji Doneck). 3. junija 1938 se je Donecka oblast razdelila na Stalinsko (današnjo Donecko) in Vorošilovgradsko (današnjo Lugansko) oblast..
Novembra 1961 se je v okviru destalinizacije mesto Stalino preimenovalo v Doneck, z njim pa tudi Stalinska v Donecko oblast.
Po evromajdanu leta 2014 so v oblasti izbruhnili proruski nemiri, ki so prerasli v vojno v Donbasu. Paravojaške sile z rusko podporo so v oblasti proglasile neodvisnost kot Donecka ljudska republika. Junija 2014 se je ukrajinska oblastna vlada začasno preselila v Mariupol, oktobra istega leta pa v Kramatorsk.
21. februarja 2022 je Rusija priznala Donecko ljudsko republiko kot samostojno državo v mejah Donecke oblasti, 30. septembra pa jo enostransko anektirala. Od pričetka ruske invazije na Ukrajino na območju oblasti potekajo siloviti spopadi in trenutno (stanje 2024) se je približno polovica nahaja pod rusko okupacijo, medtem ko polovico nadzirajo ukrajinske sile.

## Upravne delitve
Pred reformo julija 2020 se je oblast delila na 18 rajonov in 28 mest oblastnega pomena, podrejenih neposredno oblastni vladi. Rajoni se naprej delijo na 66 gromad.
Od oktobra 2020 oblast vsebuje osem rajonov:
| Rajon             | Upravno središče | Površina (km²) | Prebivalstvo (2021) | Št. gromad |
| ----------------- | ---------------- | -------------- | ------------------- | ---------- |
| Bahmutski rajon   | Bahmut           | 1747,6         | 224.528             | 7          |
| Volnovaški rajon  | Volnovaha        | 4449,1         | 141.797             | 8          |
| Gorlivški rajon   | Gorlivka         | 2468,4         | 664.949             | 9          |
| Donecki rajon     | Doneck           | 2895,1         | 1.490.301           | 6          |
| Kalmiuski rajon   | Kalmiuske        | 3132,6         | 121.234             | 5          |
| Kramatorski rajon | Kramatorsk       | 5186,3         | 553.559             | 12         |
| Mariupolski rajon | Mariupol         | 2623,8         | 510.425             | 5          |
| Pokrovski rajon   | Pokrovsk         | 4020           | 393.487             | 14         |

Na ozemljih, ki niso pod ukrajinskim nadzorom, se je ohranila upravna delitev izpred leta 2020.

## Prebivalstvo
Po podatkih popisa prebivalstva leta 2001 so Ukrajinci predstavljali 56,9 % prebivalstva Donecke oblasti in Rusi 38,2 %. 1,61 % prebivalcev se je opredelilo za Grke in 0,92 % za Beloruse, drugih narodnosti je bilo po manj kot pol odstotka.
Približno tri četrtine ljudi je 2001 kot svoj materni jezik navedlo ruščino, slaba četrtina pa ukrajinščino.
Leta 2013 je oblast štela 4,43 milijona prebivalcev, kar je predstavljalo 10% celotnega prebivalstva Ukrajine. Donecka oblast je imela tako največ prebivalcev med oblastmi ter največjo gostoto prebivalstva.